# بيغ كندي (تشالدران)
بغلتشي عليا (بالفارسية: بیگ‌کندی) هي قرية تقع في أذربيجان الغربية في إيران. يقدر عدد سكانها بـ 470 نسمة .